# Shuto Keisuke
Keisuke Shuto (sinh ngày 5 tháng 10 năm 1984) là một cầu thủ bóng đá người Nhật Bản.

## Sự nghiệp câu lạc bộ
Keisuke Shuto đã từng chơi cho Avispa Fukuoka.